# كيدار
كيدار (بالعبرية: קֵדָר) مستوطنة مجتمعية إسرائيلية، أقيمت عام 1984 شرق محافظة القدس وسط الضفة الغربية على أراضي بلدة السواحرة الشرقية، وتقع إداريًا ضمن اختصاص مجلس جوش عتصيون الإقليمي. في عام 2018 كان عدد سكانها 1,565 مستوطنًا.

## الجانب القانوني
يعتبر المجتمع الدولي المستوطنات الإسرائيلية في الضفة الغربية غير قانونية بموجب القانون الدولي، لكن الحكومة الإسرائيلية تعارض ذلك.